# Arare
L'arare (あられ? letteralmente grandine), è un prodotto tipico della cucina giapponese, si tratta di una specie di cracker composto da riso glutinoso, viene aromatizzato con salsa di soia, ricorda per caratteristiche il senbei ma se ne differenzia per forme e dimensioni.
Viene consumato solitamente durante l'Hinamatsuri (雛祭り, ovvero la festa delle bambole), il 3 marzo di ogni anno.

## Varianti
Esistono diversi tipi di arare:
- Norimaki arare;
- Kaki no tane (柿の種);
- kakipī (かきピー), si tratta di kaki no tane accompagnate con le arachidi.

## Storia
Sono state importate negli Stati Uniti d'America da immigrati giapponesi nei primi anni del XX secolo. Si diffusero presto nelle isole Hawaii; la merenda viene chiamata kakimochi o crunch mochi, ed è normalmente consumata assieme al popcorn.